# Kristian Jensen
Kristian Jensen, född den 21 maj 1971 i Middelfart, är en dansk politiker från partiet Venstre.
Jensen var ordförande i Venstres Ungdom 1995–1997. Han är folketingsledamot sedan 1998. Jensen var skatteminister 2004–2010. Från den 28 juni 2015 var han utrikesminister och från den 28 november 2016 finansminister.

## Utmärkelser
- Årets nyårstorsk,  2018[6]
- Kommendör av Dannebrogorden

[Redigera Wikidata]